# El Prat (Seva)
Mas el Prat és una masia de Seva (Osona) inclosa a l'Inventari del Patrimoni Arquitectònic de Catalunya.

## Descripció
Gran casal al que s'accedeix mitjançant una llissa amb data 1803. L'edifici antic de planta quadrangular, té una portalada adovellada, i en la dovella central, la data 1646. Anteriorment, només constava d'un pis, i actualment de dos. A l'interior hi ha una torre de defensa que ha quedat ara dins de la casa, ja que l'edifici ha sofert moltes modificacions. A un edifici, que sembla posterior, trobem dues galeries amb arc rebaixat i ferro forjat. Finestres de pedra vermella i de pedra treballada

## Història
A la casa es conserven documents des del 1135, el cognom Prat es va perdre fa dues generacions. La trobem esmentada en el Cens General de Catalunya del 1626, en els Capbreus i Llevadors de Rendes del 1736-84, i en el nomenclàtor de la província de Barcelona del 1860.
Els hereus del Mas el Prat, eren batlles nats o batlles de sac de les rendes dels bisbes de Vic al terme de Seva i el Brull